# Bivongi (vino)
Il Bivongi è una DOC  riservata ad alcuni vini la cui produzione è consentita nelle province di Catanzaro e Reggio Calabria.

## Zona di produzione
La zona di produzione comprende l'intero territorio dei seguenti comuni:
Provincia di Reggio Calabria
- Bivongi
- Camini
- Caulonia
- Monasterace
- Pazzano
- Placanica
- Riace
- Stignano
- Stilo

Provincia di Catanzaro
- Guardavalle

## Tecniche di produzione
Il Bivongi DOC Rosso Riserva, deve essere sottoposto ad un periodo di invecchiamento obbligatorio di almeno due anni.

## Disciplinare
Il Bivongi DOC è stato istituito con DM 24 maggio 1996 pubblicato sulla Gazzetta Ufficiale n. 131 del 6 giugno 1996.
Successivamente è stato modificato con:
- DM del 4 luglio 2005 G.U. 160 – 12 luglio 2005;
- DM del 6 giugno 2011 G.U. 143 – 22 giugno 2011;
- DM del 30 novembre 2011 G.U. 295 – 20 dicembre 2011 - Pubblicato sul sito ufficiale del Mipaaf Sezione Qualità e Sicurezza Vini DOP e IGP
- La versione in vigore è stata approvata con DM del 7 marzo 2014 - Pubblicato sul sito ufficiale del Mipaaf Sezione Qualità e Sicurezza Vini DOP e IGP[1].

## Tipologie

### Bivongi rosso
| uvaggio                        | Gaglioppo, Greco nero da soli o congiuntamente dal 30% al 50% Nocera, Calabrese, Castiglione da soli o congiuntamente dal 30% al 50% Vitigni a bacca nera idonei alla coltivazione nella regione Calabria max 10% Vitigni a bacca bianca idonei alla coltivazione nella regione Calabria max 15% |
| titolo alcolometrico minimo    | 12,00% vol. |
| acidità totale minima          | 4,5 g/l. |
| estratto secco minimo          | 20,00 g/l |
| resa massima di uva per ettaro | 120 q. |
| resa massima di uva in vino    | 70 % |

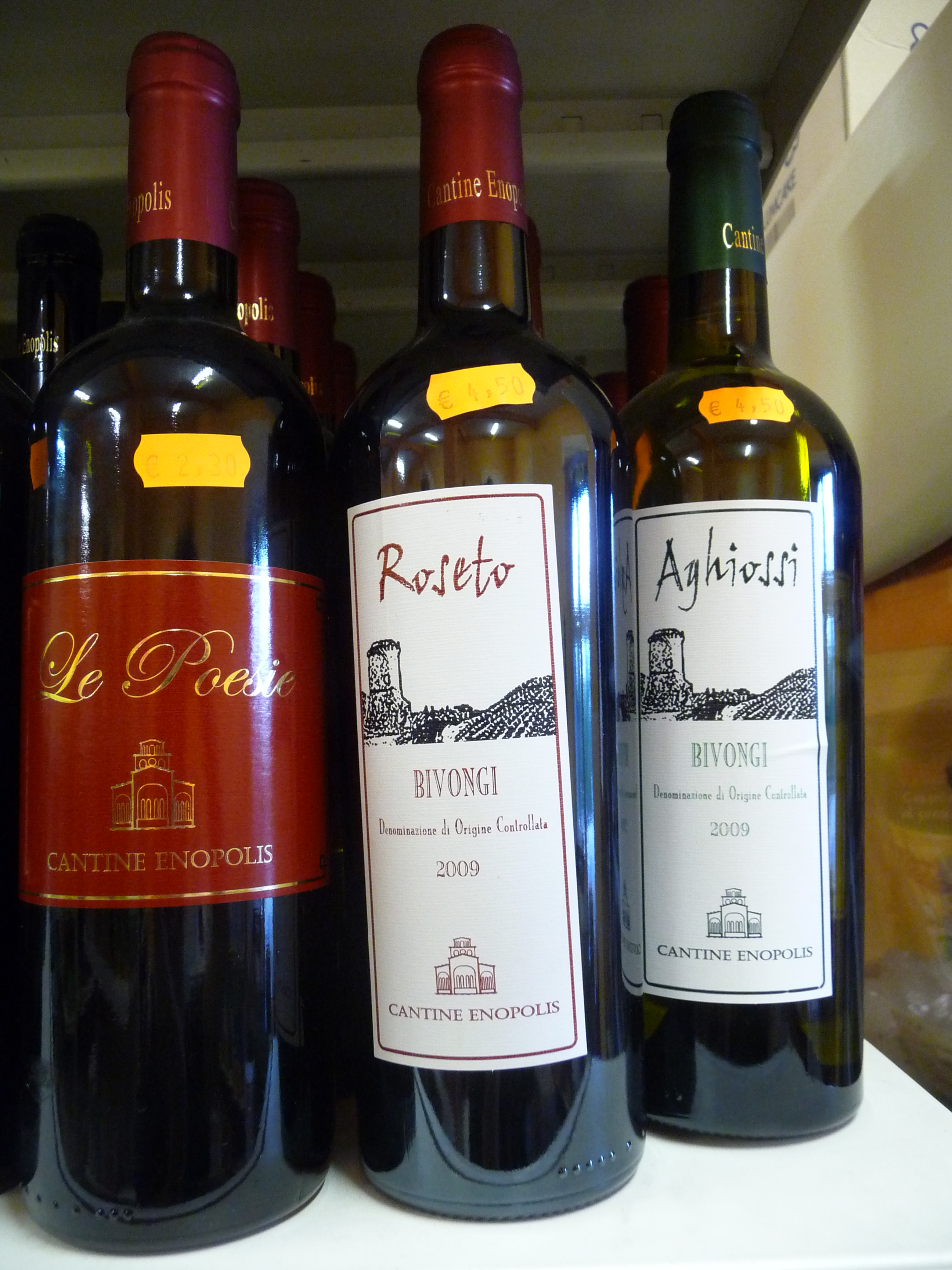
Rosso del 2009

Affinamento fino al gennaio dell'anno successivo alla vendemmia.

#### Caratteri organolettici
- Aspetto: rosso rubino, rosso granato;[3]
- Olfatto: vinoso, caratteristico, delicato;[3]
- Gusto: secco, armonico, piacevole.[3]

#### Abbinamenti consigliati
Primi piatti a base di carne, carne arrosto o alla griglia, formaggi di media stagionatura.

### Bivongi bianco
| uvaggio                        | Greco bianco, Guardavalle, Montonico bianco 30-50% Malvasia bianca, Ansonica 30-50% |
| titolo alcolometrico minimo    | 10,50% vol.                                                                         |
| acidità totale minima          | 4,5 g/l.                                                                            |
| estratto secco minimo          | 15,00 g/l                                                                           |
| resa massima di uva per ettaro | 130 q.                                                                              |
| resa massima di uva in vino    | 70 %                                                                                |

#### Caratteri organolettici
- Aspetto: giallo paglierino;[4]
- Olfatto: piacevole, caratteristico;[4]
- Gusto: secco, armonico;[4]

#### Abbinamenti consigliati
Antipasti di pesce, primi piatti di pesce, pesce al forno o alla griglia.

### Bivongi rosato
| uvaggio                        | Gaglioppo, Greco nero da soli o congiuntamente dal 30% al 50% Nocera, Calabrese, Castiglione da soli o congiuntamente dal 30% al 50% Vitigni a bacca nera idonei alla coltivazione nella regione Calabria max 10% Vitigni a bacca bianca idonei alla coltivazione nella regione Calabria max 15% |
| titolo alcolometrico minimo    | 11,50 % vol. |
| acidità totale minima          | 4,5 g/l. |
| estratto secco minimo          | 16,00 g/l |
| resa massima di uva per ettaro | 120 q. |
| resa massima di uva in vino    | 70 % |

#### Caratteri organolettici
- Aspetto: rosa cerasuolo;[5]
- Olfatto: vinoso, caratteristico;[5]
- Gusto: secco, piacevole.[5]

#### Abbinamenti consigliati
Primi piatti, carni bianche.

### Bivongi Riserva
| uvaggio                        | Gaglioppo, Greco nero da soli o congiuntamente dal 30% al 50% Nocera, Calabrese, Castiglione da soli o congiuntamente dal 30% al 50% Vitigni a bacca nera idonei alla coltivazione nella regione Calabria max 10% Vitigni a bacca bianca idonei alla coltivazione nella regione Calabria max 15% |
| titolo alcolometrico minimo    | 12,50% vol. |
| acidità totale minima          | 4,5g/l. |
| estratto secco minimo          | 20,00 g/l |
| resa massima di uva per ettaro | 120 q. |
| resa massima di uva in vino    | 70 % |

#### Caratteri organolettici
- Aspetto: rosso rubino, rosso granato;[6]
- Olfatto: vinoso, caratteristico, delicato;[6]
- Gusto: secco, armonico, piacevole.[6]

#### Abbinamenti consigliati
Carne arrosto o alla griglia, selvaggina, formaggi stagionati.

### Bivongi novello
| uvaggio                        | Gaglioppo, Greco nero da soli o congiuntamente dal 30% al 50% Nocera, Calabrese, Castiglione da soli o congiuntamente dal 30% al 50% Vitigni a bacca nera idonei alla coltivazione nella regione Calabria max 10% Vitigni a bacca bianca idonei alla coltivazione nella regione Calabria max 15% |
| titolo alcolometrico minimo    | 12,00% vol. |
| acidità totale minima          | 4,5 g/l. |
| estratto secco minimo          | 20,00 g/l |
| resa massima di uva per ettaro | 120 q. |
| resa massima di uva in vino    | 70% |

#### Caratteri organolettici
- Aspetto: rosso rubino;[7]
- Olfatto: delicato, vinoso, fruttato;[7]
- Gusto: secco, morbido, fresco, armonico.[7]

#### Abbinamenti consigliati
Primi piatti a base di carne, carne arrosto o alla griglia, formaggi di media stagionatura.